# Железнодорожный транспорт в Сиднее
Железнодорожный транспорт в Сиднее — система пассажирских железнодорожных линий с частой периодичностью движения поездов, уходящих в пригороды. Билеты продаются в рамках билетной системы MyZone (Майзоун), с отдельными частями системы, работающими в системе Opal (Опал). Правительство Нового Южного Уэльса обеспечивает перевозки под эгидой Sydney Trains (Сидней Трейнз).

## Железнодорожная сеть

### Железнодорожные линии
В ведении Сидней Трэйнс — 9 городских линий. Также Сидней Трэйнс заведует сетью Nightride (Найтрайд) — автобусными маршрутами, заменяющими поезда ночью.
| Цвет и название линии | Цвет и название линии                                               | Конечные пункты                                                                                |
| --------------------- | ------------------------------------------------------------------- | ---------------------------------------------------------------------------------------------- |
|                       | North Shore & Western Line Северобережная линия                     | Бераура и Равнины Эму или Ричмонд                                                              |
|                       | Leppington & Inner West Line Линия Внутренний Запад и Леппингтон    | Круговая линия в Сити и Ливерпуль через Риджентс-Парк                                          |
|                       | Liverpool & Inner West Line Линия Внутренний Запад и Ливерпуль      | Круговая линия в Сити и Ливерпуль или Лидкомб через Бэнкстаун и Сиденхем                       |
|                       | Eastern Suburbs & Illawara Line Линия Восточных Районов и Иллаворры | Бондай-Джанкшн и Уотерфолл или Кронулла через Хёрствилль                                       |
|                       | Cumberland Line Камберлендская линия                                | Шофилдс и Лепингтон                                                                            |
|                       | Lidcombe & Bankstown Line Линия Лидкомб и Бэнкстаун                 | Бэнкстаун и Лидкомб                                                                            |
|                       | Olimpyc Park Line Линия «Олимпийский парк»                          | Лидкомб и Олимпийский Парк                                                                     |
|                       | Airport & South Line Линия Аэропорт и Юг                            | Круговая линия в Сити и Макартур через Ист-Хиллз и Аэропорт или Сиденхем (в час пик)           |
|                       | Northern Line Северная Линия                                        | Центральная Станция и Эппинг через Стратфилд Центральная Станция и Хорнсби через Маккуори-Парк |

:*Поезда прибывающие в Сити по Линии Внутренних Западных Районов и Южной Линии главным образом идут по круговой линии по часовой стрелке. Поезда прибывающие в Сити по Линии Аэропорт и Ист-Хиллз и Линии Бэнкстаун главным образом идут по круговой линии против часовой стрелки.

### Nightride (Найтрайд)
Из за необходимости останавливать движение поездов по сети между полуночью и пятью часами утра для проведения ухода за сетью и мелкого ремонта, в 1989 правительство ввело специальные автобусные маршруты, идущие примерно параллельно железным дорогам между этими часами. Обычно автобусы ходят каждый час (чаще по выходным). Автобусы арендованы у частных операторов и номера маршрутов начинаются буквой N. Можно использовать железнодорожные билеты.

### Обзор сети
Главным узлом сети является Центральная Станция. Некоторые поезда, идущие по Линии Аэропорт и Ист-Хиллз, а также Линии Бэнкстаун в Сити следуют до Центральной Станции по Круговой линии, откуда идут на отстойные и разворотные пути в Макдональдтаун. Однако большинство поездов продолжают движение по Линии Внутренних Западных Районов и Южной Линии от Сити. Наоборот, поезда, идущие по Линии Внутренних Западных Районов и Южной Линии в Сити проходят по Круговой Линии и продолжают движение по линии Аэропорт и Ист-Хиллз и Линии Бэнкстаун от Сити. Таким же путём большинство поездов, прибывающих на Центральную Станцию с Западной Линии, продолжают движение по Линии Северного Берега.

## Подвижной состав
Компания Сидней Трейнс управляет парком двухэтажных электропоездов. Поезда делятся на следующие классы
| Класс             | Изображение | Тип          | Максимальная скорость | Вагоны | Ввод в эксплуатацию | Строение  | Маршруты |
| ----------------- | ----------- | ------------ | --------------------- | ------ | ------------------- | --------- | -------- |
| K set             |             | Электропоезд | 115 км/ч              | 160    | 1981-1985           | 4 вагона  |          |
| T set (Tangara)   |             | Электропоезд | 115 км/ч              | 447    | 1988-1995           | 4 вагона  |          |
| M set (Millenium) |             | Электропоезд | 130 км/ч              | 140    | 2002-2005           | 4 вагона  |          |
| H set (OSCAR)     |             | Электропоезд | 130 км/ч              | 220    | 2006-2012           | 4 вагона  |          |
| A set (Waratah A) |             | Электропоезд | 130 км/ч              | 626    | 2011-2014           | 8 вагонов |          |
| B set (Waratah B) |             | Электропоезд | 130 км/ч              | 328    | 2018-2024           | 8 вагонов |          |